# Birds of Prey e la fantasmagorica rinascita di Harley Quinn (colonna sonora)
Birds of Prey: The Album è la colonna sonora del film Birds of Prey e la fantasmagorica rinascita di Harley Quinn, pubblicata il 7 febbraio 2020 su etichetta discografica Atlantic Records.

## Singoli
La Atlantic ha realizzato cinque singoli tratti dall'album.
Il primo, "Diamonds" di Megan Thee Stallion e Normani, è stato pubblicato il 10 gennaio 2020, con un video musicale ispirato a Harley Quinn. Il secondo, "Joke's On You" di Charlotte Lawrence, è stato distribuito il 17 gennaio. Il terzo, "Boss Bitch" di Doja Cat, è stato pubblicato il 24 gennaio con un video musicale. Il quarto è stato "Sway with Me" di Saweetie e Galxara, con un video musicale con Ella Jay Basco che riprende il ruolo di Cassandra Cain del film, ed è stato distribuito il 31 gennaio. Il quinto ed ultimo, "Experiment On Me" di Halsey, è stato pubblicato il 7 febbraio 2020, insieme all'uscita dell'album.

## Tracce
1. Doja Cat – Boss Bitch – 2:14 (Amala Zandile Dlamini, Ashton Casey, Sky Adams, Imad Royal)
2. Whipped Cream – So Thick (feat. Baby Goth) – 2:11 (Caroline Cecil, Brianna Miller, Sean Turk)
3. Megan Thee Stallion e Normani – Diamonds – 3:19 (Megan Pete, Kameron Glasper, Edgar Machuca, Normani Hamilton, Tayla Parx, Jule Styne, Leo Robin, Madison Love, Louis Bell, Mike Arrow, Santeri Kauppinen)
4. Saweetie e Galxara – Sway with Me – 2:48 (Diamonté Harper, Norman Gimbel, Adam David Small, Earl Patrick Taylor, Jacob Uchorczak, Mich Hansen, Randall Hammers, Riana Kuring, Nick Sarazen, Pablo Beltrán Ruiz, Michael Pollack, Tia Scola, Quavious Marshall)
5. Charlotte Lawrence – Joke's on You – 3:04 (Daniel Pemberton, Royal, Cara Salimando)
6. Maisie Peters – Smile – 2:38 (Maisie Peters, Ben Ash)
7. Cyn – Lonely Gun – 2:38 (Cynthia Nabozny, Matias Gabriel Mora)
8. Halsey – Experiment on Me – 3:35 (Ashley Frangipane, Peter Morén, John Eriksson, Bjoern Yttling, Jordan Fish, Oliver Sykes)
9. Jucee Froot – Danger – 2:27 (Terrica Alexander, Daniel Pemberton, Royal)
10. K.Flay – Bad Memory – 2:55 (Kristine Meredith Flaherty, David Dahlquist, Patrick Morrissey)
11. Sofi Tukker – Feeling Good – 3:03 (Sophie Hawley-Weld, Tucker Halpern, Jon Hume)
12. Lauren Jauregui – Invisible Chains – 3:20 (Lauren Jauregui, David Pramik, Mark Williams, Jon Bellion, Ingrid Andress, Evan Kidd Bogart, Raul Cubina)
13. Jurnee Smollett-Bell – It's a Man's Man's Man's World – 2:56 (James Brown, Betty Jean Newsome)
14. Summer Walker – I'm Gonna Love You Just a Little More Baby – 2:53 (Barry White)
15. Adona – Hit Me with Your Best Shot – 2:51 (Eddie Schwartz)